# Diamond Princess (Miliyah Kato)
Diamond Princess è il terzo album in studio della cantante giapponese Miliyah Kato, pubblicato il 7 marzo 2007.

## Tracce
1. Diamond – 1:06
2. Eyes on you – 4:56
3. Last Summer – 4:42
4. このままずっと朝まで – 4:06
5. LuvSong – 4:21
6. Family – 4:58
7. Caught up – 4:10
8. My Soul – 3:28
9. Cry no more – 4:09
10. I Will – 4:56
11. ソツギョウ – 5:21
12. 忘れないから – 4:53
13. So special – 3:59
14. Paradise – 3:52
15. Wonderful – 3:39